# Пан Канёвский (балет)
«Пан Канёвский» (укр. Пан Каньовський) — первый украинский балет в 3 актах 7 картинах композитора Михаила Вериковского.

## Первые исполнители
- Любина Бондаривна — Валентина Дуленко
- Ярош — Василий Литвиненко
- Пан Канёвский — Михаил Мономахов

Участвовали в спектакле: Галина Лерхе, Клавдия Васина, Ростислав Захаров, О.Берг, Антонина Ярыгина, Константин Муллер, В. Горохов.

## Другие постановки
1931 — Украинский театр оперы и балета (Киев)
Балетмейстер-постановщик Василий Литвиненко перенёс свою харьковскую постановку на киевскую сцену. Художник-постановщик — Иван Курочка-Армашевский, дирижёр — Николай Радзиевский.
Исполнители: Любина Бондаривна — Александра Гаврилова, Софья — Клавдия Васина, Ярош — Василий Литвиненко, пан Канёвский — К. Манкутевич, пан Тридурский — Николай Дельсон.
1932 — Днепропетровский театр, балетмейстер Павел Йоркин.